# 倫佐·奧利沃
倫佐·奧利沃（Renzo Olivo，1992年3月15日—）是一位阿根廷男子職業網球男運動員，他于2009年转为职业球手。他曾参加2010年夏季青年奥林匹克运动会，其中单打项目他在第一轮遭淘汰，双打项目则在八强阶段遭淘汰。

## 外部連結
- 倫佐·奧利沃（英文/西班牙文）的官方資料
- 倫佐·奧利沃的國際網球總會 職業／青少年 官方資料（英文）